# Stadion Tiekstilszczik w Iwanowie
Stadion Tiekstilszczik – wielofunkcyjny stadion w Iwanowie, w Rosji. Został otwarty 1 maja 1933 roku. Może pomieścić 9565 widzów. Wyposażony jest w ogrzewane boisko ze sztuczną murawą i oświetlenie o natężeniu 1200 luksów. Swoje spotkania na obiekcie rozgrywa drużyna Tiekstilszczik Iwanowo.